# Johann Nepomuk Biechele
Johann Nepomuk Biechele (* 8. Juli 1762 in Endingen am Kaiserstuhl; † 16. November 1829 in Freiburg im Breisgau) war ein deutscher römisch-katholischer Geistlicher, der unter anderem als Stadtpfarrer in Karlsruhe und Freiburg arbeitete.

## Leben
Biechele kam 1776 auf das Gymnasium in Freiburg, wechselte aber später in die Schule des Benediktinerstifts St. Peter auf dem Schwarzwald. 1781 trat er in die Zisterzienserabtei Tennenbach ein. Theologie studierte er am Generalseminar in Freiburg. Am 20. September 1789 in Konstanz zum Priester geweiht, erhielt er noch am selben Tag das Anstellungsdekret als Studienpräfekt (Repetent) am Seminar in Freiburg, wo er Kirchengeschichte, Hebräisch und alttestamentliche Exegese lehrte. Zugleich gab er an der Trivialschule Religionsunterricht. Am 16. August 1792 wurde er von der theologischen Fakultät der Universität Freiburg zum Doktor der Theologie promoviert.
Nach der Aufhebung des Seminars 1790 wurde Biechele zum Katecheten an der Normalschule und zum öffentlichen Lehrer der sokratischen Methode bestellt. Vielfachen Anfeindungen ausgesetzt, bewarb er sich um eine Landpfarrei, die er am 28. Juni 1794 mit der Patronatspfarrei Rothweil im Breisgau erhielt. 1811 wurde er von Erzbischof Karl Theodor von Dalberg zum bischöflichen Kommissär und geistlichen Rat ernannt und 1812 Stadtpfarrer in Karlsruhe. Seit 1815 lebte er als Stadtpfarrer und Dekan an St. Martin wieder in Freiburg, wo er am 16. November 1829 starb.
Er schrieb Predigten, Erbauungsliteratur und Unterrichtswerke.

## Schriften
- Die vier Evangelien in Einem harmonisch geordnet, erklaert und mit sittlichen Anwendungen versehen oder Das eigentliche Unterrichts, Herder, Freiburg 1806
- Vollständiger christlich-katholischer Religionsunterricht zum Gebrauche für Lehrer und Schüler in drey Theilen mit einleitenden Begriffen vom Daseyn Gottes ; eine von dem Fürstbischöflichen Ordinariate zu Konstanz gekrönte Preisschrift, Mohr und Zimmer 1810